# Kamara (Sprache)
Das Kamara ist eine vom Aussterben bedrohte ghanaische Sprache und wird von lediglich 3.000 (2003 GILLBT) Sprechern im Dorf Larabanga, etwa 16 km westlich von Damongo, in der Mitte der Northern Region, in der Nähe des Hanga-Sprachgebietes verwendet. Sie ist die Muttersprache der Volksgruppe der Kamara.
Einige Quellen berichten auch von anderen kleinen Dörfern etwa 24–32 km südlich von Bole.
Kamara unterscheidet sich wesentlich von der Sprache Hanga. Auch die Volksstämme der Kamara und der Hanga sind in kultureller Hinsicht zu unterscheiden. Es soll eine nähere Verwandtschaft zu Dagbani bestehen als zu Hanga.